# Збогом, моја конкубино (филм)
Збогом моја конкубино је кинеско-хонгконшка епска историјска драма премијеро приказана 1993. године. 
Филм је  режирао Чен Кајге, са Леслијем Чеунгом, Гонг Лијем и Жангом Фенгијем у главним улогама. Филм је адаптирао Лу Веи, на основу роману Лилијан Ли.
Радња је смештена у политички бурну Кину 20. века, од раних дана Републике Кине до последица Културне револуције. Приказује проблематичне везе између два доживотна пријатеља, пекиншких оперских глумаца Ченг Диеји (Чеунг) и Дуан Сјаолу (Џанг), и Сјаолоуове супруге Џуксијан (Гонг).
Теме филма укључују конфузију појединца око сопственог идентитета и замагљене линије између стварног живота и сцене, које тумачи поштовани оперски глумац Диеји, чија неузвраћена љубав према Сјаолуу траје све време. Коментатори су такође приметили да филм обрађује теме политичких и друштвених немира у Кини 20. века, што је типично за кинески филм тог периода.
Збогом моја конкубино је премијерно приказан 1. јануара 1993. у Хонг Конгу.  Након приказивања, филм је добио генерално позитивне критике савремених критичара и освојио је Златну палму на Филмском фестивалу у Кану 1993, поставши први филм на кинеском језику који је освојио Златну палму. Филм је освојио бројна признања и награде, укључујући Златни глобус за најбољи филм на страном језику и Награду БАФТА за најбољи филм који није на енглеском језику и такође је био двапут номинован за Награду Оскар, и то за најбољу кинематографију и најбољи филм на страном језику.
Неколико недеља након приказивања у Кину, Политбиро Комунистичке партије Кине је захтевао да се унесу измене у филм због тема које су против традиционалних вредности и политичких разлога. Док је дозвољавала премијеру у Пекингу, влада се противила представљању хомосексуализма, самоубиству главног лика и начину како су приказана превирања током 1960-тих.
Филму је дата дозволу да се и даље приказује у Кини, око годину дана након почетка биоскопске дистрибуције. Потом, кинески цензори су направили бројне измене у филму, уклонивши 14 минута. Кинески званичници су сматрали да би поновна дистрибуција измењене верзије филма, уместо потпуне цензуре, утишало међународну реакцију и да је такође помогло њиховој кандидатури за домаћинство Олимпијских игара у Пекингу 2000.
Збогом моја конкубино сматра се једним од најзначајнијих филмова покрета пете генерације који је привукао светску пажњу кинеских филмских редитеља. Током 2005. године, филм је изабран за један од 100 најбољих филмова у глобалној историји од стране часописа Time.